# Litorale di Porto d'Ascoli
Litorale di Porto d'Ascoli este o arie protejată (arie specială de conservare — SAC, sit de importanță comunitară — SCI, arie de protecție specială avifaunistică — SPA) din Italia întinsă pe o suprafață de 213 ha, integral pe uscat.

## Localizare
Centrul sitului Litorale di Porto d'Ascoli este situat la coordonatele 42°54′04″N 13°54′43″E / 42.901°N 13.912°E.

## Înființare
Situl Litorale di Porto d'Ascoli a fost declarat sit de importanță comunitară în iunie 1995 pentru a proteja 44 de specii de animale. Alte tipuri de protecție:
- arie de protecție specială avifaunistică (în octombrie 2012)[2]
- arie specială de conservare (în mai 2015)[1][3][4]

## Biodiversitate
Situată în ecoregiunea continentală, aria protejată conține 9 habitate naturale: Vegetație anuală la limita mareei, Salicornia și alte specii anuale care populează regiunile mlăștinoase și nisipoase, Recifuri, Dune mobile cu vegetație embrionară, Lagune de coastă, Tufărișuri halofile mediteraneene și termo-atlantice (Sarcocornetea fruticosi), Dune cu vegetație ierboasă Malcolmietalia, Bancuri de nisip acoperite în permanență slab de apă marină, Pășuni mediteraneene udate de apa mării (Juncetalia maritimi).
La baza desemnării sitului se află mai multe specii protejate:
- păsări (39): privighetoare-de-baltă (Acrocephalus melanopogon), pitulice de apă (Acrocephalus paludicola), pescăruș albastru (Alcedo atthis), fâsă-de-câmp (Anthus campestris), stârc roșu (Ardea purpurea), stârc galben (Ardeola ralloides), buhai de baltă (Botaurus stellaris), ciocârlie-cu-degete-scurte (Calandrella brachydactyla), bătăuș (Calidris pugnax), caprimulg (Caprimulgus europaeus), prundăraș de sărătură (Charadrius alexandrinus), barză albă (Ciconia ciconia), erete de stuf (Circus aeruginosus), erete vânăt (Circus cyaneus), erete cenușiu (Circus pygargus), gușă vânătă (Cyanecula svecica), egretă mică (Egretta garzetta), șoim călător (Falco peregrinus), vânturel de seară (Falco vespertinus), pescăriță râzătoare (Gelochelidon nilotica), cocor (Grus grus), piciorong (Himantopus himantopus), Hydrocoloeus minutus, stârc pitic (Ixobrychus minutus), sfrâncioc roșiatic (Lanius collurio), sfrânciocul cu frunte neagră (Lanius minor), pescăruș-cu-cap-negru (Larus melanocephalus), cormoran mic (Microcarbo pygmaeus), stârc de noapte (Nycticorax nycticorax), lopătar (Platalea leucorodia), țigănuș (Plegadis falcinellus), ploier auriu (Pluvialis apricaria), cresteț pestriț (Porzana porzana), ciocântors (Recurvirostra avosetta), chiră de baltă (Sterna hirundo), chiră mică (Sternula albifrons), călifar roșu (Tadorna ferruginea), fluierar de mlaștină (Tringa glareola), Zapornia parva
- mamifere (2): liliac comun (Myotis myotis), delfin mare (Tursiops truncatus)
- nevertebrate (1): Euplagia quadripunctaria
- reptile (2): Caretta caretta, țestoasa de baltă (Emys orbicularis)

Pe lângă speciile protejate, pe teritoriul sitului au mai fost identificate 13 specii de plante, 4 specii de păsări, 3 specii de amfibieni, 7 specii de mamifere, 2 specii de pești, 4 specii de reptile.